# 그리고 아무도 없었다 (1945년 영화)
《그리고 아무도 없었다》(영어: And Then There Were None)는 1945년 개봉한 미국의 추리 미스터리 영화로 애거사 크리스티의 동명 소설을 최초로 영화화한 것이다. 르네 클레르 감독이 연출했다.
이 영화는 여러 번 리마스터링되었으며 온라인에서 무료로 볼 수 있다.

## 줄거리
1945년에 제작된 영화 "그리고 아무도 없었다"는 외딴 섬에 초대된 8명의 낯선 사람들이 미스터리한 살인 사건에 휘말리는 이야기다. 이들은 '미스터 오웬'이라는 인물로부터 살인죄를 저질렀다는 비난을 받게 되고, 섬에서 나갈 수 없다는 사실을 깨닫는다. 저녁 식사 자리에서 그들은 10개의 인디언 인형을 발견하고, 녹음기를 통해 자신들이 과거에 저지른 살인죄를 폭로하는 목소리를 듣는다. 그들의 죄목은 다양하며, 군인, 의사, 판사, 사업가, 가정부 등 사회적 지위도 모두 다르다.
섬에서 첫 번째 희생자가 발생하면서, 사람들은 그들이 들었던 10개의 인디언 동요와 살인 사건이 일치한다는 사실을 알게 된다. 그들은 정체불명의 '미스터 오웬'을 찾으려 하지만 섬 어디에서도 그를 발견하지 못한다. 시간이 지날수록 사람들은 서로를 의심하기 시작하고, 인형의 수가 줄어드는 동시에 살인 사건이 연이어 발생한다. 인물들은 살인 사건이 일어날 때마다 자신들의 과거 죄를 고백하고 서로를 의심하며 혼란에 빠진다.
살인 사건은 계속되고, 사람들은 공포에 질려 점차 극단적인 선택을 한다. 모두가 죽거나 사라진 후, 베라 클레이쏜은 판사 퀸캐논이 살아있으며, 그가 바로 '미스터 오웬'이라는 사실을 밝혀낸다. 그는 자신이 정의를 실현하기 위해 이 모든 일을 계획했으며, 암으로 죽기 전에 완벽한 복수를 하려 했던 것이다. 마지막으로 판사는 베라에게 죽음을 선택하게 하고, 자신은 독을 마셔 죽는다. 마지막 순간 살아있던 필립 롬바드가 나타나고, 보트가 도착하여 베라와 함께 섬을 탈출한다.

## 출연진
- 배리 피츠제럴드 - 프랜시스 J. 퀸캐넌 판사 역
- 월터 휴스턴 - 에드워드 G. 암스트롱 역
- 루이스 헤이워드 - 필립 롬바드 / 찰스 몰리 역
- 준 듀프레이 - 베라 클레이손 역
- 롤런드 영 - 윌리엄 헨리 블로어 형사 역
- 미샤 오어 - 니키타 스타를로프 왕자 역
- C. 오브리 스미스 - 존 맨드레이크 장군 역
- 주디스 앤더슨 - 에밀리 브렌트 역
- 리처드 헤이든 - 토머스 로저스 역
- 퀴니 레너드 - 에설 로저스 역
- 해리 서스턴 - 프레드 내러콧 역